# Luigi Bernasconi (sciatore)
Giuseppe Luigi Bernasconi (Sils im Engadin, 3 maggio 1909 – Sankt Moritz, 1º aprile 1970) è stato un saltatore con gli sci italiano.

## Biografia
Nato a Sils im Engadin, in Svizzera, nel 1909, a 18 anni prese parte ai Giochi olimpici di Sankt Moritz 1928, nel trampolino normale, unica gara di salto con gli sci in programma, terminando 33º con 10 020 punti.
Ai campionati italiani vinse 1 oro nel trampolino normale.
Morì nel 1970, a 60 anni.